# Аркури, Мануэла
Мануэла Аркури (итал. Manuela Arcuri; род. 8 января 1977, Ананьи) — итальянская актриса и фотомодель.

## Биография
Мануэла Аркури родилась в 1977 году в Ананьи и выросла в Латине. Её отец родом из провинции Кротоне в Калабрии, а мать — из города Авеллино в Кампаньи. В 14 лет Аркури стала профессиональной моделью, участвовала в фотосессиях, модных показах и конкурсах красоты.
Аркури училась в Академии драматического искусства в Риме. Её актёрская карьера началась с небольшой роли в комедийном фильме Леонардо Пьераччони «Лауреаты». В конце 1990-х последовала череда комедийных фильмов, где Аркури играла второстепенные роли, в которых упор делался на её внешность. Параллельно с актёрской карьерой работая моделью, снимаясь в откровенных фотосессиях и рекламе купальников, актриса в основном рассматривалась режиссёрами как эффектная красотка, способная привлечь к фильму мужскую аудиторию. Ярким примером такого подхода стал комедийный фильм Bagnomaria режиссёра Джорджо Панариелло.
В конце 1990-х — начале 2000-х годов Аркури снялась в нескольких испанских фильмах: криминальной драме «В поисках Шахерезады» (из цикла о детективе Пепе Карвальо), костюмированной драме «Безумие любви» и триллере «Дело ведьмы». Вершиной её модельной карьеры стала эротическая фотосессия для календаря журнала Panorama в 2001 году, которую проводил известный фотограф Конрад Годли на фоне сицилийских пейзажей. В начале 2000-х годов Аркури практически отошла от работы в кино и стала больше сниматься в телевизионных проектах. Широкую известность ей принесла одна из главных ролей в популярном в Италии телесериале «Карабинеры». В нём она на протяжении нескольких лет играла офицера итальянской полиции Паолу Витали, вокруг профессиональной деятельности и личной жизни которой строилась большая часть сюжета.

## Личная жизнь
Мануэле Аркури приписывали романы с футболистами Франческо Тотти и Франческо Коко, олимпийским чемпионом по фехтованию Альдо Монтано. С 2010 года Аркури помолвлена с Джованни Ди Джанфранческо. В октябре 2013 года пара объявила, что ждёт ребёнка. 8 мая 2014 года Аркури родила сына, которому дали имя Маттиа.
Старший брат Мануэлы, Серджио Аркури, также является актёром. Вместе с сестрой он снялся в четырёх телесериалах.

## Фильмография
Кино
- 1995 — L’ultimo concerto
- 1995 — Лауреаты / I laureati
- 1995 — I buchi neri
- 1995 — Свадебные путешествия / Viaggi di nozze — Мара
- 1996 — Gratta e vinci
- 1996 — Uomini senza donne
- 1996 — Трещина во времени / A spasso nel tempo
- 1997 — Потерянные сердца / Cuori perduti
- 1997 — На краю солнца / Finalmente soli
- 1999 — Bagnomaria
- 1999 — Я хочу остаться под кроватью / Voglio stare sotto al letto
- 2000 — Teste di cocco
- 2000 — В свободном беге / A ruota libera
- 2001 — Безумие любви / Juana la Loca — Беатрис
- 2003 — Дело ведьмы / Cosa de brujas — Мария

Телевидение
- 1997 — Disokkupati (телесериал)
- 1999 — Anni '60 (телесериал)
- 1999 — Пепе Карвальо (телесериал) — Шахерезада
- 2002—2003 — Карабинеры / Carabinieri (телесериал) — Паола
- 2004 — Con le unghie e con i denti (телефильм)
- 2004 — Мадам / Madame (телефильм)
- 2005 — Империя / Imperia, la grande cortigiana (телефильм) — Империя
- 2005 — Carabinieri — Sotto copertura (телефильм) — Паола
- 2005 — Королева цветов / Regina dei fiori (телефильм) — Регина
- 2006 — Честь и уважение / L’onore e il rispetto (мини-сериал) — Нелла
- 2007 — Donne sbagliate (телефильм)
- 2008 — Io non dimentico (телефильм) — Анджела
- 2008 — Mogli a pezzi (телесериал)
- 2009 — So che ritornerai (телефильм)
- 2010 — Катерина и её дочери / Caterina e le sue figlie 3 (телесериал) — Морена
- 2010 — Грех и стыд / Il peccato e la vergogna (телесериал) — Кармен Табакки
- 2011 — Sangue caldo (мини-сериал)
- 2013 — Пупетта: Мужество и страсть[итал.] / Pupetta — Il coraggio e la passione (мини-сериал) — Пупетта Мареска
- 2017 — Il bello delle donne… alcuni anni dopo — Джессика